# Azucena 3.ª Sección (El Triunfo)
Azucena 3.ª Sección (El Triunfo) es un ejido del municipio de Cárdenas ubicado en la subregión de la Chontalpa del estado mexicano de Tabasco.

## Geografía
La localidad se ubica a 45.1 kilómetros (en dirección suroeste) de la localidad de Cárdenas, la cabecera y lugar más poblado del municipio. Se sitúa en las coordenadas geográficas 18°16′54″N 93°41′10″O / 18.281667, -93.686111, a una elevación de 0 metros sobre el nivel del mar.

## Demografía
Según el Conteo de Población y Vivienda 2020, efectuado por el Instituto Nacional de Estadística y Geografía, la localidad de Azucena 3.ª Sección (El Triunfo) tiene 881 habitantes, de los cuales 441 son del sexo masculino y 440 del sexo femenino. Su tasa de fecundidad es de 3.5 hijos por mujer y tiene 204 viviendas particulares habitadas.
| Gráfica de evolución demográfica de Azucena 3.ª Sección (El Triunfo) entre 1970 y 2020 |
|                                                                                        |
| INEGI.                                                                                 |